# Guzmania armeniaca
Guzmania armeniaca là một loài thực vật có hoa trong họ Bromeliaceae. Loài này được H.E.Luther mô tả khoa học đầu tiên năm 1993.